# Francine Pascal
Francine Paula Pascal, född Rubin 13 maj 1932 på Manhattan i New York, död 28 juli 2024 i New York, var en amerikansk författare som skapade bokserien Tvillingarna. Man får följa två systrar på deras väg från mellanstadiet till college. Den har också gått som TV-serie.
Hon skrev även bland annat Ombytta roller, My First Love and Other Disasters, My Mother Was Never a Kid och Identitet X (Fearless). Hon tog lite inspiration av sina tre döttrar.
Francine Pascal bodde på Manhattan i New York.